# Святослав Сулима-Стравинський
Святослав Сулима-Стравинський (23 вересня 1910 — 28 листопада 1994) — швейцарсько-американський піаніст українського походження.

## Життєпис
Походив з українського волинського шляхетського роду Стравинських. Син відомого композитора Ігорія Стравинського і його стриєчної сестри Катерини Носенко. Народився 1910 року у Лозанні (Швейцарія). Отримав від батька подвійне прізвище на честь своїх предків роду Сулім. Але у Франції стали вважати це подвійним ім'ям Святослав-Сулима.
Освіту здобув у Парижі. Брав приватні заняття композиції та теорії музики в відомої французької композиторки Надії Буланже, грі на фортепіано його навчав Ісидор Філіпп. В 1928—1929 роках Святослав вже виступав разом з батьком, виконував твори для фортепіано з оркестром під його керуванням.
У 1934 році дав перший сольний концерт в Парижі, де грав твори свого батька — «Концерт для фортепіано та духових», «Капричіо для фортепіано з оркестром». У листопаді 1935 року в залі Gaveau виконав написаний для нього Ігорем Стравінським «Концерт для двох фортепіано». Він грав у Лондоні в сезоні 1937 року на міжнародному музичному фестивалі «Бі-Бі-Сі Промс». 1938 року він з батьком записав на платівки твори «Концерт для фортепіано та духових», «Капричіо для фортепіано з оркестром» і «Концерт для двох фортепіано».
1939 року з початком Другої світової війни був призваний у французьку армію, воював у її складі протягом кампанії 1940 року. Потім перебрався до Великої Британії, залишившись військовим.
З 1946 року продовжив концертну діяльність, в 1947—1948 роках виступав як автор та виконавець своїх творів. 1948 року перебирається до США, де того ж року дебютував на фестивалі Red Rocks у Колорадо. Невдовзі виступає у Нью-Йорку з Симфонічним оркестром «Коламбія».
1950 року стає викладачем фортепіаного факультету Університету Іллінойсу. Він продовжив сольну кар'єру з концертом, вважався «перекладачем» творів батька, також займався складанням наукових доробок з музики. Окрім багатьох музичних композицій, він написав книги з оркестрування та оркестру. В 1974 році був нагороджений французьким «Орденом Мистецтв і літератури». 1978 року завершив викладання, перебравшись до Флориди.
Помер у Сарасоті (штат Флорида) у 1994 році.

## Родина
Дружиина — Франсуаза Блондлат
Діти:
- Джон (нар. 1945)

## Твори
- «Етюди Пітторески» для фортепіано
- «Мистецтво рівноваг» для фортепіано
- «Мистецтво перебирати пальцями» для фортепіано
- «6 сонатин для молодих піаністів» для фортепіано або клавесина
- «Фортепіанна сюїта для правої руки»
- «Музична абетка» для фортепіано
- «Фортепіанна музика для дітей» том 1
- «Сюїта для віоли соло»
- «Соната для віолончелі та фортепіано»
- «Ламенто, віолончель та фортепіано»
- Три струнні квартети
- Кадензи та введення до фортепіанних концертів Вольфганга Моцарта